# Wereldkampioenschappen schaatsen afstanden mannen
De wereldkampioenschappen schaatsen afstanden voor mannen worden sinds 1996 jaarlijks (behalve in een olympisch jaar), tegelijkertijd met de vrouwen, door de Internationale Schaatsunie georganiseerd. De mannen kunnen wereldkampioen worden op zes individuele afstanden (500, 1000, 1500, 5000, 10.000 meter en de massastart) en twee teamonderdelen (ploegenachtervolging en teamsprint).

## Historie
Jaarlijks worden er wereldkampioenschappen allround (sinds 1889) en wereldkampioenschappen sprint (sinds 1970) gehouden. Op deze kampioenschappen worden schaatsers kampioen door op de grote vierkamp of sprintvierkamp de beste prestatie te leveren. Sinds 1924 staat schaatsen voor mannen op het olympisch programma. Voor de specialist op een bepaalde afstand kon er tot 1996 dus slechts om de vier jaar een individuele afstandstitel worden behaald.
Het allereerste wereldkampioenschap afstanden werd in Hamar, Noorwegen georganiseerd. De formule van ieder jaar een afstandenkampioenschap bleek vanaf het begin zeer succesvol en werd al vanaf het begin als hoogtepunt gezien voor de specialisten. In 1998 werd duidelijk dat twee afstandskampioenschappen (WK en Olympische Spelen) een overvolle schaatskalender veroorzaakten en dat een WK in een olympisch jaar overbodig was. Sindsdien wordt er in een olympisch jaar geen WK afstanden gehouden. In 2005 werd het onderdeel ploegenachtervolging, in 2015 de massastart en in 2019 de teamsprint toegevoegd aan het WK-programma.
Vanaf 2021 had de ISU besloten dat om nog maar één WK per jaar organiseren. De WK afstanden zouden dan in de oneven jaren gereden worden en de WK allround en WK sprint in de even jaren. Maar na protest van diverse landen, kwam de ISU terug op haar beslissing en zal het WK afstanden gewoon in alle niet-olympisch seizoenen georganiseerd worden. Het WK Allround & Sprint wordt vanaf 2021 wel tweejaarlijks verreden, enkel in de even jaren.

## Medaillewinnaars

### 500 meter
| Jaar | Plaats         | Goud               | Zilver             | Brons                 |
| 1996 | Hamar          | Hiroyasu Shimizu   | Sergej Klevtsjenja | Roger Strøm           |
| 1997 | Warschau       | Manabu Horii       | Roger Strøm        | Hiroyasu Shimizu      |
| 1998 | Calgary        | Hiroyasu Shimizu   | Sylvain Bouchard   | Jeremy Wotherspoon    |
| 1999 | Heerenveen     | Hiroyasu Shimizu   | Erben Wennemars    | Jakko Jan Leeuwangh   |
| 2000 | Nagano         | Hiroyasu Shimizu   | Mike Ireland       | Jeremy Wotherspoon    |
| 2001 | Salt Lake City | Hiroyasu Shimizu   | Jeremy Wotherspoon | Casey FitzRandolph    |
| 2003 | Berlijn        | Jeremy Wotherspoon | Hiroyasu Shimizu   | Erben Wennemars       |
| 2004 | Seoel          | Jeremy Wotherspoon | Dmitri Lobkov      | Mike Ireland          |
| 2005 | Inzell         | Joji Kato          | Hiroyasu Shimizu   | Jeremy Wotherspoon    |
| 2007 | Salt Lake City | Lee Kang-seok      | Yuya Oikawa        | Tucker Fredricks      |
| 2008 | Nagano         | Jeremy Wotherspoon | Lee Kyou-hyuk      | Joji Kato             |
| 2009 | Vancouver      | Lee Kang-seok      | Lee Kyou-hyuk      | Yu Fengtong           |
| 2011 | Inzell         | Lee Kyou-hyuk      | Joji Kato          | Jan Smeekens          |
| 2012 | Heerenveen     | Mo Tae-bum         | Michel Mulder      | Pekka Koskela         |
| 2013 | Sotsji         | Mo Tae-bum         | Joji Kato          | Jan Smeekens          |
| 2015 | Heerenveen     | Pavel Koelizjnikov | Michel Mulder      | Laurent Dubreuil      |
| 2016 | Kolomna        | Pavel Koelizjnikov | Roeslan Moerasjov  | Alex Boisvert-Lacroix |
| 2017 | Gangneung      | Jan Smeekens       | Nico Ihle          | Roeslan Moerasjov     |
| 2019 | Inzell         | Roeslan Moerasjov  | Håvard Lorentzen   | Viktor Moesjtakov     |
| 2020 | Salt Lake City | Pavel Koelizjnikov | Roeslan Moerasjov  | Tatsuya Shinhama      |
| 2021 | Heerenveen     | Laurent Dubreuil   | Pavel Koelizjnikov | Dai Dai N'tab         |
| 2023 | Heerenveen     | Jordan Stolz       | Laurent Dubreuil   | Wataru Morishige      |
| 2024 | Calgary        | Jordan Stolz       | Laurent Dubreuil   | Damian Żurek          |
| 2025 | Hamar          | Jenning de Boo     | Jordan Stolz       | Cooper Mcleod         |

| Medaillespiegel 500m  | Medaillespiegel 500m | Medaillespiegel 500m | Medaillespiegel 500m | Medaillespiegel 500m |
| Land                  | Goud                 | Zilver               | Brons                | T                    |
| --------------------- | -------------------- | -------------------- | -------------------- | -------------------- |
| Japan                 | 7                    | 5                    | 4                    | 16                   |
| Zuid-Korea            | 5                    | 2                    | 0                    | 7                    |
| Canada                | 4                    | 5                    | 6                    | 15                   |
| Rusland               | 4                    | 4                    | 2                    | 10                   |
| Nederland             | 2                    | 3                    | 5                    | 10                   |
| Verenigde Staten      | 2                    | 1                    | 3                    | 6                    |
| Noorwegen             | 0                    | 2                    | 1                    | 3                    |
| Duitsland             | 0                    | 1                    | 0                    | 1                    |
| Russische Schaatsbond | 0                    | 1                    | 0                    | 1                    |
| China                 | 0                    | 0                    | 1                    | 1                    |
| Finland               | 0                    | 0                    | 1                    | 1                    |
| Polen                 | 0                    | 0                    | 1                    | 1                    |
| Totaal                | 24                   | 24                   | 24                   | 72                   |

### 1000 meter
| Jaar | Plaats         | Goud               | Zilver             | Brons                         |
| 1996 | Hamar          | Sergej Klevtsjenja | Ådne Søndrål       | Jegal Sung-yeol               |
| 1997 | Warschau       | Ådne Søndrål       | Jan Bos            | Martin Hersman                |
| 1998 | Calgary        | Sylvain Bouchard   | Jeremy Wotherspoon | Hiroyasu Shimizu              |
| 1999 | Heerenveen     | Jan Bos            | Hiroyasu Shimizu   | Jakko Jan Leeuwangh           |
| 2000 | Nagano         | Ådne Søndrål       | Jan Bos            | Mike Ireland                  |
| 2001 | Salt Lake City | Jeremy Wotherspoon | Ådne Søndrål       | Sergej Klevtsjenja            |
| 2003 | Berlijn        | Erben Wennemars    | Gerard van Velde   | Joey Cheek                    |
| 2004 | Seoel          | Erben Wennemars    | Jeremy Wotherspoon | Masaaki Kobayashi             |
| 2005 | Inzell         | Even Wetten        | Jan Bos            | Petter Andersen Pekka Koskela |
| 2007 | Salt Lake City | Shani Davis        | Denny Morrison     | Lee Kyou-hyuk                 |
| 2008 | Nagano         | Shani Davis        | Jevgeni Lalenkov   | Denny Morrison                |
| 2009 | Vancouver      | Trevor Marsicano   | Denny Morrison     | Shani Davis                   |
| 2011 | Inzell         | Shani Davis        | Kjeld Nuis         | Stefan Groothuis              |
| 2012 | Heerenveen     | Stefan Groothuis   | Kjeld Nuis         | Shani Davis                   |
| 2013 | Sotsji         | Denis Koezin       | Mo Tae-bum         | Shani Davis                   |
| 2015 | Heerenveen     | Shani Davis        | Pavel Koelizjnikov | Kjeld Nuis                    |
| 2016 | Kolomna        | Pavel Koelizjnikov | Denis Joeskov      | Kjeld Nuis                    |
| 2017 | Gangneung      | Kjeld Nuis         | Vincent De Haître  | Kai Verbij                    |
| 2019 | Inzell         | Kai Verbij         | Thomas Krol        | Kjeld Nuis                    |
| 2020 | Salt Lake City | Pavel Koelizjnikov | Kjeld Nuis         | Laurent Dubreuil              |
| 2021 | Heerenveen     | Kai Verbij         | Pavel Koelizjnikov | Laurent Dubreuil              |
| 2023 | Heerenveen     | Jordan Stolz       | Thomas Krol        | Cornelius Kersten             |
| 2024 | Calgary        | Jordan Stolz       | Ning Zhongyan      | Kjeld Nuis                    |
| 2025 | Hamar          | Joep Wennemars     | Jenning de Boo     | Jordan Stolz                  |

| Medaillespiegel 1000m | Medaillespiegel 1000m | Medaillespiegel 1000m | Medaillespiegel 1000m | Medaillespiegel 1000m |
| Land                  | Goud                  | Zilver                | Brons                 | T                     |
| --------------------- | --------------------- | --------------------- | --------------------- | --------------------- |
| Nederland             | 8                     | 10                    | 8                     | 26                    |
| Verenigde Staten      | 7                     | 0                     | 5                     | 12                    |
| Rusland               | 3                     | 3                     | 1                     | 7                     |
| Noorwegen             | 3                     | 2                     | 1                     | 6                     |
| Canada                | 2                     | 5                     | 4                     | 11                    |
| Kazachstan            | 1                     | 0                     | 0                     | 1                     |
| Japan                 | 0                     | 1                     | 2                     | 3                     |
| Zuid-Korea            | 0                     | 1                     | 2                     | 3                     |
| Finland               | 0                     | 0                     | 1                     | 1                     |
| China                 | 0                     | 1                     | 0                     | 1                     |
| Russische Schaatsbond | 0                     | 1                     | 0                     | 1                     |
| Verenigd Koninkrijk   | 0                     | 0                     | 1                     | 1                     |
| Totaal                | 24                    | 24                    | 25                    | 73                    |

### 1500 meter
| Jaar | Plaats         | Goud             | Zilver                  | Brons           |
| 1996 | Hamar          | Jeroen Straathof | Ådne Søndrål            | Martin Hersman  |
| 1997 | Warschau       | Rintje Ritsma    | Ådne Søndrål            | Neal Marshall   |
| 1998 | Calgary        | Ådne Søndrål     | Ids Postma              | Roberto Sighel  |
| 1999 | Heerenveen     | Ids Postma       | Ådne Søndrål            | Rintje Ritsma   |
| 2000 | Nagano         | Ids Postma       | Ådne Søndrål            | Jan Bos         |
| 2001 | Salt Lake City | Ådne Søndrål     | Derek Parra             | Erben Wennemars |
| 2003 | Berlijn        | Erben Wennemars  | Ralf van der Rijst      | Joey Cheek      |
| 2004 | Seoel          | Shani Davis      | Mark Tuitert            | Erben Wennemars |
| 2005 | Inzell         | Rune Stordal     | Mark Tuitert            | Even Wetten     |
| 2007 | Salt Lake City | Shani Davis      | Erben Wennemars         | Denny Morrison  |
| 2008 | Nagano         | Denny Morrison   | Sven Kramer Shani Davis |                 |
| 2009 | Vancouver      | Shani Davis      | Trevor Marsicano        | Denny Morrison  |
| 2011 | Inzell         | Håvard Bøkko     | Shani Davis             | Lucas Makowsky  |
| 2012 | Heerenveen     | Denny Morrison   | Ivan Skobrev            | Håvard Bøkko    |
| 2013 | Sotsji         | Denis Joeskov    | Shani Davis             | Ivan Skobrev    |
| 2015 | Heerenveen     | Denis Joeskov    | Denny Morrison          | Koen Verweij    |
| 2016 | Kolomna        | Denis Joeskov    | Kjeld Nuis              | Thomas Krol     |
| 2017 | Gangneung      | Kjeld Nuis       | Denis Joeskov           | Sven Kramer     |
| 2019 | Inzell         | Thomas Krol      | Sverre Lunde Pedersen   | Denis Joeskov   |
| 2020 | Salt Lake City | Kjeld Nuis       | Thomas Krol             | Joey Mantia     |
| 2021 | Heerenveen     | Thomas Krol      | Kjeld Nuis              | Patrick Roest   |
| 2023 | Heerenveen     | Jordan Stolz     | Kjeld Nuis              | Thomas Krol     |
| 2024 | Calgary        | Jordan Stolz     | Kjeld Nuis              | Peder Kongshaug |
| 2025 | Hamar          | Peder Kongshaug  | Jordan Stolz            | Connor Howe     |

| Medaillespiegel 1500m | Medaillespiegel 1500m | Medaillespiegel 1500m | Medaillespiegel 1500m | Medaillespiegel 1500m |
| Land                  | Goud                  | Zilver                | Brons                 | T                     |
| --------------------- | --------------------- | --------------------- | --------------------- | --------------------- |
| Nederland             | 9                     | 11                    | 10                    | 30                    |
| Verenigde Staten      | 5                     | 6                     | 2                     | 13                    |
| Noorwegen             | 5                     | 5                     | 3                     | 13                    |
| Rusland               | 3                     | 2                     | 2                     | 7                     |
| Canada                | 2                     | 1                     | 5                     | 8                     |
| Italië                | 0                     | 0                     | 1                     | 1                     |
| Totaal                | 24                    | 25                    | 23                    | 72                    |

### 5000 meter
| Jaar | Plaats         | Goud                  | Zilver          | Brons                 |
| 1996 | Hamar          | Ids Postma            | Keiji Shirahata | Gianni Romme          |
| 1997 | Warschau       | Rintje Ritsma         | Gianni Romme    | Frank Dittrich        |
| 1998 | Calgary        | Gianni Romme          | Rintje Ritsma   | Bart Veldkamp         |
| 1999 | Heerenveen     | Gianni Romme          | Bart Veldkamp   | Bob de Jong           |
| 2000 | Nagano         | Gianni Romme          | Bob de Jong     | Keiji Shirahata       |
| 2001 | Salt Lake City | Bob de Jong           | Carl Verheijen  | Gianni Romme          |
| 2003 | Berlijn        | Jochem Uytdehaage     | Bob de Jong     | Carl Verheijen        |
| 2004 | Seoel          | Chad Hedrick          | Carl Verheijen  | Gianni Romme          |
| 2005 | Inzell         | Chad Hedrick          | Bob de Jong     | Carl Verheijen        |
| 2007 | Salt Lake City | Sven Kramer           | Enrico Fabris   | Carl Verheijen        |
| 2008 | Nagano         | Sven Kramer           | Enrico Fabris   | Wouter olde Heuvel    |
| 2009 | Vancouver      | Sven Kramer           | Håvard Bøkko    | Trevor Marsicano      |
| 2011 | Inzell         | Bob de Jong           | Lee Seung-hoon  | Ivan Skobrev          |
| 2012 | Heerenveen     | Sven Kramer           | Bob de Jong     | Jonathan Kuck         |
| 2013 | Sotsji         | Sven Kramer           | Jorrit Bergsma  | Ivan Skobrev          |
| 2015 | Heerenveen     | Sven Kramer           | Jorrit Bergsma  | Douwe de Vries        |
| 2016 | Kolomna        | Sven Kramer           | Jorrit Bergsma  | Sverre Lunde Pedersen |
| 2017 | Gangneung      | Sven Kramer           | Jorrit Bergsma  | Peter Michael         |
| 2019 | Inzell         | Sverre Lunde Pedersen | Patrick Roest   | Sven Kramer           |
| 2020 | Salt Lake City | Ted-Jan Bloemen       | Sven Kramer     | Graeme Fish           |
| 2021 | Heerenveen     | Nils van der Poel     | Patrick Roest   | Sergej Trofimov       |
| 2023 | Heerenveen     | Patrick Roest         | Davide Ghiotto  | Bart Swings           |
| 2024 | Calgary        | Patrick Roest         | Davide Ghiotto  | Sander Eitrem         |
| 2025 | Hamar          | Sander Eitrem         | Beau Snellink   | Vladimir Semirunniy   |

| Medaillespiegel 5000m | Medaillespiegel 5000m | Medaillespiegel 5000m | Medaillespiegel 5000m | Medaillespiegel 5000m |
| Land                  | Goud                  | Zilver                | Brons                 | T                     |
| --------------------- | --------------------- | --------------------- | --------------------- | --------------------- |
| Nederland             | 18                    | 16                    | 10                    | 44                    |
| Noorwegen             | 2                     | 1                     | 2                     | 5                     |
| Verenigde Staten      | 2                     | 0                     | 2                     | 4                     |
| Canada                | 1                     | 0                     | 1                     | 2                     |
| Zweden                | 1                     | 0                     | 0                     | 1                     |
| Italië                | 0                     | 4                     | 0                     | 4                     |
| België                | 0                     | 1                     | 2                     | 3                     |
| Japan                 | 0                     | 1                     | 1                     | 2                     |
| Zuid-Korea            | 0                     | 1                     | 0                     | 1                     |
| Rusland               | 0                     | 0                     | 2                     | 2                     |
| Duitsland             | 0                     | 0                     | 1                     | 1                     |
| Nieuw-Zeeland         | 0                     | 0                     | 1                     | 1                     |
| Polen                 | 0                     | 0                     | 1                     | 1                     |
| Russische Schaatsbond | 0                     | 0                     | 1                     | 1                     |
| Totaal                | 24                    | 24                    | 24                    | 72                    |

### 10.000 meter
| Jaar | Plaats         | Goud              | Zilver              | Brons                 |
| 1996 | Hamar          | Gianni Romme      | Bart Veldkamp       | Frank Dittrich        |
| 1997 | Warschau       | Gianni Romme      | Rintje Ritsma       | Bob de Jong           |
| 1998 | Calgary        | Gianni Romme      | Bob de Jong         | Frank Dittrich        |
| 1999 | Heerenveen     | Bob de Jong       | Gianni Romme        | Frank Dittrich        |
| 2000 | Nagano         | Gianni Romme      | Bob de Jong         | Frank Dittrich        |
| 2001 | Salt Lake City | Carl Verheijen    | Bob de Jong         | Vadim Sajoetin        |
| 2003 | Berlijn        | Bob de Jong       | Carl Verheijen      | Lasse Sætre           |
| 2004 | Seoel          | Carl Verheijen    | Bob de Jong         | Chad Hedrick          |
| 2005 | Inzell         | Bob de Jong       | Carl Verheijen      | Chad Hedrick          |
| 2007 | Salt Lake City | Sven Kramer       | Carl Verheijen      | Brigt Rykkje          |
| 2008 | Nagano         | Sven Kramer       | Enrico Fabris       | Bob de Jong           |
| 2009 | Vancouver      | Sven Kramer       | Håvard Bøkko        | Bob de Jong           |
| 2011 | Inzell         | Bob de Jong       | Bob de Vries        | Ivan Skobrev          |
| 2012 | Heerenveen     | Bob de Jong       | Jorrit Bergsma      | Jonathan Kuck         |
| 2013 | Sotsji         | Jorrit Bergsma    | Sven Kramer         | Bob de Jong           |
| 2015 | Heerenveen     | Jorrit Bergsma    | Erik Jan Kooiman    | Patrick Beckert       |
| 2016 | Kolomna        | Sven Kramer       | Ted-Jan Bloemen     | Erik Jan Kooiman      |
| 2017 | Gangneung      | Sven Kramer       | Jorrit Bergsma      | Patrick Beckert       |
| 2019 | Inzell         | Jorrit Bergsma    | Patrick Roest       | Danila Semerikov      |
| 2020 | Salt Lake City | Graeme Fish       | Ted-Jan Bloemen     | Patrick Beckert       |
| 2021 | Heerenveen     | Nils van der Poel | Jorrit Bergsma      | Aleksandr Roemjantsev |
| 2023 | Heerenveen     | Davide Ghiotto    | Jorrit Bergsma      | Ted-Jan Bloemen       |
| 2024 | Calgary        | Davide Ghiotto    | Ted-Jan Bloemen     | Graeme Fish           |
| 2025 | Hamar          | Davide Ghiotto    | Vladimir Semirunniy | Metoděj Jílek         |

| Medaillespiegel 10.000m | Medaillespiegel 10.000m | Medaillespiegel 10.000m | Medaillespiegel 10.000m | Medaillespiegel 10.000m |
| Land                    | Goud                    | Zilver                  | Brons                   | T                       |
| ----------------------- | ----------------------- | ----------------------- | ----------------------- | ----------------------- |
| Nederland               | 19                      | 17                      | 6                       | 42                      |
| Italië                  | 3                       | 1                       | 0                       | 4                       |
| Canada                  | 1                       | 3                       | 2                       | 6                       |
| Zweden                  | 1                       | 0                       | 0                       | 1                       |
| Noorwegen               | 0                       | 1                       | 1                       | 2                       |
| België                  | 0                       | 1                       | 0                       | 1                       |
| Polen                   | 0                       | 1                       | 0                       | 1                       |
| Duitsland               | 0                       | 0                       | 7                       | 7                       |
| Rusland                 | 0                       | 0                       | 3                       | 3                       |
| Verenigde Staten        | 0                       | 0                       | 3                       | 3                       |
| Russische Schaatsbond   | 0                       | 0                       | 1                       | 1                       |
| Tsjechië                | 0                       | 0                       | 1                       | 1                       |
| Totaal                  | 24                      | 24                      | 24                      | 72                      |

### Massastart
| Jaar | Plaats         | Goud              | Zilver                   | Brons                    |
| 2015 | Heerenveen     | Arjan Stroetinga  | Fabio Francolini         | Alexis Contin            |
| 2016 | Kolomna        | Lee Seung-hoon    | Arjan Stroetinga         | Alexis Contin            |
| 2017 | Gangneung      | Joey Mantia       | Alexis Contin            | Olivier Jean             |
| 2019 | Inzell         | Joey Mantia       | Um Cheon-ho              | Chung Jae-won            |
| 2020 | Salt Lake City | Jorrit Bergsma    | Jordan Belchos           | Antoine Gélinas-Beaulieu |
| 2021 | Heerenveen     | Joey Mantia       | Arjan Stroetinga         | Bart Swings              |
| 2023 | Heerenveen     | Bart Swings       | Bart Hoolwerf            | Andrea Giovannini        |
| 2024 | Calgary        | Bart Swings       | Antoine Gélinas-Beaulieu | Livio Wenger             |
| 2025 | Hamar          | Andrea Giovannini | Lee Seung-hoon           | Bart Swings              |

| Medaillespiegel massastart | Medaillespiegel massastart | Medaillespiegel massastart | Medaillespiegel massastart | Medaillespiegel massastart |
| Land                       | Goud                       | Zilver                     | Brons                      | T                          |
| -------------------------- | -------------------------- | -------------------------- | -------------------------- | -------------------------- |
| Verenigde Staten           | 3                          | 0                          | 0                          | 3                          |
| Nederland                  | 2                          | 3                          | 0                          | 5                          |
| België                     | 2                          | 0                          | 2                          | 4                          |
| Zuid-Korea                 | 1                          | 2                          | 1                          | 4                          |
| Italië                     | 1                          | 1                          | 1                          | 3                          |
| Canada                     | 0                          | 2                          | 2                          | 4                          |
| Frankrijk                  | 0                          | 1                          | 2                          | 3                          |
| Zwitserland                | 0                          | 0                          | 1                          | 1                          |
| Totaal                     | 9                          | 9                          | 9                          | 27                         |

### Ploegenachtervolging
| Jaar | Plaats         | Goud                                                        | Zilver                                                            | Brons                                                                   |
| 2005 | Inzell         | Nederland Mark Tuitert Carl Verheijen Erben Wennemars       | Italië Matteo Anesi Enrico Fabris Ippolito Sanfratello            | Noorwegen Petter Andersen Odd Bohlin Borgersen Eskil Ervik              |
| 2007 | Salt Lake City | Nederland Sven Kramer Carl Verheijen Erben Wennemars        | Canada Arne Dankers Denny Morrison Justin Warsylewicz             | Rusland Aleksej Joenin Jevgeni Lalenkov Ivan Skobrev                    |
| 2008 | Nagano         | Nederland Sven Kramer Wouter olde Heuvel Erben Wennemars    | Italië Matteo Anesi Enrico Fabris Luca Stefani                    | Duitsland Jörg Dallmann Stefan Heythausen Marco Weber                   |
| 2009 | Vancouver      | Nederland Sven Kramer Wouter olde Heuvel Carl Verheijen     | Zweden Joel Eriksson Daniel Friberg Johan Röjler                  | Verenigde Staten Ryan Bedford Brian Hansen Trevor Marsicano             |
| 2011 | Inzell         | Verenigde Staten Shani Davis Jonathan Kuck Trevor Marsicano | Canada Mathieu Giroux Lucas Makowsky Denny Morrison               | Nederland Jan Blokhuijsen Koen Verweij Bob de Vries                     |
| 2012 | Heerenveen     | Nederland Jan Blokhuijsen Sven Kramer Koen Verweij          | Verenigde Staten Shani Davis Brian Hansen Jonathan Kuck           | Rusland Denis Joeskov Jevgeni Lalenkov Ivan Skobrev                     |
| 2013 | Sotsji         | Nederland Jan Blokhuijsen Sven Kramer Koen Verweij          | Zuid-Korea Joo Hyung-joon Kim Cheol-min Lee Seung-hoon            | Polen Zbigniew Bródka Konrad Niedźwiedzki Jan Szymański                 |
| 2015 | Heerenveen     | Nederland Sven Kramer Koen Verweij Douwe de Vries           | Canada Jordan Belchos Ted-Jan Bloemen Denny Morrison              | Zuid-Korea Kim Cheol-min Ko Byung-wook Lee Seung-hoon                   |
| 2016 | Kolomna        | Nederland Jan Blokhuijsen Arjan Stroetinga Douwe de Vries   | Noorwegen Håvard Bøkko Simen Spieler Nilsen Sverre Lunde Pedersen | Canada Jordan Belchos Ted-Jan Bloemen Benjamin Donnelly                 |
| 2017 | Gangneung      | Nederland Jorrit Bergsma Jan Blokhuijsen Douwe de Vries     | Nieuw-Zeeland Shane Dobbin Reyon Kay Peter Michael                | Noorwegen Sindre Henriksen Simen Spieler Nilsen Sverre Lunde Pedersen   |
| 2019 | Inzell         | Nederland Marcel Bosker Sven Kramer Douwe de Vries          | Noorwegen Håvard Bøkko Sindre Henriksen Sverre Lunde Pedersen     | Rusland Aleksandr Roemjantsev Danila Semerikov Sergej Trofimov          |
| 2020 | Salt Lake City | Nederland Marcel Bosker Sven Kramer Douwe de Vries          | Japan Seitaro Ichinohe Riku Tsuchiya Shane Williamson             | Rusland Danila Semerikov Sergej Trofimov Roeslan Zacharov               |
| 2021 | Heerenveen     | Nederland Marcel Bosker Patrick Roest Beau Snellink         | Canada Jordan Belchos Ted-Jan Bloemen Connor Howe                 | Russian Skating Union Danila Semerikov Sergej Trofimov Roeslan Zacharov |
| 2023 | Heerenveen     | Nederland Marcel Bosker Patrick Roest Beau Snellink         | Canada Antoine Gélinas-Beaulieu Connor Howe Hayden Mayeur         | Noorwegen Allan Dahl Johansson Peder Kongshaug Sverre Lunde Pedersen    |
| 2024 | Calgary        | Italië Andrea Giovannini Davide Ghiotto Michele Malfatti    | Noorwegen Sander Eitrem Peder Kongshaug Sverre Lunde Pedersen     | Canada Connor Howe Antoine Gélinas-Beaulieu Hayden Mayeur               |
| 2025 | Hamar          | Verenigde Staten Casey Dawson Emery Lehman Ethan Cepuran    | Italië Davide Ghiotto Andrea Giovannini Michele Malfatti          | Nederland Chris Huizinga Beau Snellink Marcel Bosker                    |

| Medaillespiegel ploegenachtervolging | Medaillespiegel ploegenachtervolging | Medaillespiegel ploegenachtervolging | Medaillespiegel ploegenachtervolging | Medaillespiegel ploegenachtervolging |
| Land                                 | Goud                                 | Zilver                               | Brons                                | T                                    |
| ------------------------------------ | ------------------------------------ | ------------------------------------ | ------------------------------------ | ------------------------------------ |
| Nederland                            | 13                                   | 0                                    | 2                                    | 15                                   |
| Verenigde Staten                     | 2                                    | 1                                    | 1                                    | 4                                    |
| Italië                               | 1                                    | 3                                    | 0                                    | 4                                    |
| Canada                               | 0                                    | 5                                    | 2                                    | 7                                    |
| Noorwegen                            | 0                                    | 3                                    | 3                                    | 6                                    |
| Zuid-Korea                           | 0                                    | 1                                    | 1                                    | 2                                    |
| Nieuw-Zeeland                        | 0                                    | 1                                    | 0                                    | 1                                    |
| Japan                                | 0                                    | 1                                    | 0                                    | 1                                    |
| Zweden                               | 0                                    | 1                                    | 0                                    | 1                                    |
| Rusland                              | 0                                    | 0                                    | 4                                    | 4                                    |
| Duitsland                            | 0                                    | 0                                    | 1                                    | 1                                    |
| Polen                                | 0                                    | 0                                    | 1                                    | 1                                    |
| Russische Schaatsbond                | 0                                    | 0                                    | 1                                    | 1                                    |
| Totaal                               | 16                                   | 16                                   | 16                                   | 48                                   |

### Teamsprint
| Jaar | Plaats         | Goud                                                               | Zilver                                                  | Brons                                                                      |
| 2019 | Inzell         | Nederland Ronald Mulder Kjeld Nuis Kai Verbij                      | Zuid-Korea Cha Min-kyu Kim Jun-ho Kim Tae-yun           | Rusland Pavel Koelizjnikov Roeslan Moerasjov Viktor Moesjtakov             |
| 2020 | Salt Lake City | Nederland Thomas Krol Dai Dai N'tab Kai Verbij                     | China Gao Tingyu Ning Zhongyan Wang Shiwei              | Noorwegen Odin By Farstad Håvard Lorentzen Bjørn Magnussen                 |
| 2022 | Hamar          | Noorwegen Håvard Lorentzen Bjørn Magnussen Henrik Fagerli Rukke    | Polen Marek Kania Piotr Michalski Damian Żurek          | Nederland Thomas Krol Merijn Scheperkamp Kai Verbij                        |
| 2023 | Heerenveen     | Canada Laurent Dubreuil Christopher Fiola Antoine Gélinas-Beaulieu | Nederland Wesly Dijs Hein Otterspeer Merijn Scheperkamp | Noorwegen Håvard Lorentzen Bjørn Magnussen Henrik Fagerli Rukke            |
| 2024 | Calgary        | Canada Anders Johnson Laurent Dubreuil Antoine Gélinas-Beaulieu    | Nederland Janno Botman Jenning de Boo Tim Prins         | Noorwegen Henrik Fagerli Rukke Bjørn Magnussen Håvard Holmefjord Lorentzen |
| 2025 | Hamar          | China Xue Zhiwen Lian Ziwen Ning Zhongyan                          | Nederland Janno Botman Jenning de Boo Tim Prins         | Verenigde Staten Austin Kleba Cooper Mcleod Zach Stoppelmoor               |

| Medaillespiegel teamsprint | Medaillespiegel teamsprint | Medaillespiegel teamsprint | Medaillespiegel teamsprint | Medaillespiegel teamsprint |
| Land                       | Goud                       | Zilver                     | Brons                      | T                          |
| -------------------------- | -------------------------- | -------------------------- | -------------------------- | -------------------------- |
| Nederland                  | 2                          | 3                          | 1                          | 6                          |
| Canada                     | 2                          | 0                          | 0                          | 2                          |
| China                      | 1                          | 1                          | 0                          | 2                          |
| Noorwegen                  | 1                          | 0                          | 3                          | 4                          |
| Polen                      | 0                          | 1                          | 0                          | 1                          |
| Zuid-Korea                 | 0                          | 1                          | 0                          | 1                          |
| Rusland                    | 0                          | 0                          | 1                          | 1                          |
| Verenigde Staten           | 0                          | 0                          | 1                          | 1                          |
| Totaal                     | 6                          | 6                          | 6                          | 18                         |

## Medailleklassement
Onderstaande klassementen zijn bijgewerkt tot en met de WK afstanden van 2025.
|    | Naam               | Goud | Zilver | Brons | T  |
| -- | ------------------ | ---- | ------ | ----- | -- |
| 1  | Sven Kramer        | 21   | 3      | 2     | 26 |
| 2  | Shani Davis        | 8    | 4      | 3     | 15 |
| 3  | Bob de Jong        | 7    | 9      | 5     | 21 |
| 4  | Gianni Romme       | 7    | 2      | 3     | 12 |
| 5  | Erben Wennemars    | 6    | 2      | 3     | 11 |
| 6  | Jordan Stolz       | 6    | 2      | 1     | 9  |
| 7  | Jorrit Bergsma     | 5    | 8      | 0     | 13 |
| 8  | Carl Verheijen     | 5    | 5      | 3     | 13 |
| 9  | Hiroyasu Shimizu   | 5    | 3      | 2     | 10 |
| 10 | Pavel Koelizjnikov | 5    | 3      | 1     | 9  |
| 11 | Douwe de Vries     | 5    | 0      | 1     | 6  |
| 12 | Kjeld Nuis         | 4    | 7      | 4     | 15 |
| 13 | Ådne Søndrål       | 4    | 6      | 0     | 10 |
| 14 | Jeremy Wotherspoon | 4    | 3      | 3     | 10 |
| 15 | Patrick Roest      | 4    | 3      | 2     | 9  |
| 16 | Kai Verbij         | 4    | 0      | 2     | 6  |
| 17 | Jan Blokhuijsen    | 4    | 0      | 1     | 5  |
| 17 | Marcel Bosker      | 4    | 0      | 1     | 4  |
| 19 | Thomas Krol        | 3    | 3      | 3     | 9  |
| 20 | Denis Joeskov      | 3    | 2      | 2     | 7  |
| 21 | Davide Ghiotto     | 3    | 2      | 0     | 5  |
| 22 | Ids Postma         | 3    | 1      | 0     | 4  |
| 23 | Koen Verweij       | 3    | 0      | 2     | 5  |
| 24 | Joey Mantia        | 3    | 0      | 1     | 3  |

|        | Land                  | Goud | Zilver | Brons | T   |
| ------ | --------------------- | ---- | ------ | ----- | --- |
| 1      | Nederland             | 73   | 63     | 42    | 178 |
| 2      | Verenigde Staten      | 21   | 8      | 17    | 46  |
| 3      | Canada                | 12   | 21     | 22    | 55  |
| 4      | Noorwegen             | 11   | 14     | 14    | 39  |
| 5      | Rusland               | 10   | 9      | 15    | 34  |
| 6      | Japan                 | 7    | 8      | 7     | 22  |
| 7      | Zuid-Korea            | 6    | 8      | 4     | 18  |
| 8      | Italië                | 5    | 9      | 2     | 16  |
| 9      | België                | 2    | 2      | 4     | 8   |
| 10     | Zweden                | 2    | 1      | 0     | 3   |
| 11     | China                 | 1    | 2      | 1     | 4   |
| 12     | Kazachstan            | 1    | 0      | 0     | 1   |
| 13     | Polen                 | 0    | 2      | 3     | 5   |
| 13     | Russische schaatsbond | 0    | 2      | 3     | 5   |
| 15     | Duitsland             | 0    | 1      | 9     | 10  |
| 16     | Frankrijk             | 0    | 1      | 2     | 3   |
| 17     | Nieuw-Zeeland         | 0    | 1      | 1     | 2   |
| 17     | Finland               | 0    | 0      | 2     | 2   |
| 18     | Verenigd Koninkrijk   | 0    | 0      | 1     | 1   |
| 18     | Zwitserland           | 0    | 0      | 1     | 1   |
| 18     | Tsjechië              | 0    | 0      | 1     | 1   |
| Totaal | Totaal                | 151  | 152    | 151   | 454 |

## Beste individuele prestatie per land
(Bijgewerkt tot en met de WK afstanden van 2025)
|    | Beste klassering | Land                | Schaatser                | Jaren                                                                   |
| -- | ---------------- | ------------------- | ------------------------ | ----------------------------------------------------------------------- |
| 1  | (13x)            | Nederland           | Sven Kramer              | 2007 (2x), 2008 (2x), 2009 (2x), 2012, 2013, 2015, 2016 (2x), 2017 (2x) |
| 2  | (7x)             | Verenigde Staten    | Shani Davis              | 2004, 2007 (2x), 2008, 2009, 2011, 2015                                 |
| 3  | (5x)             | Japan               | Hiroyasu Shimizu         | 1996, 1998, 1999, 2000, 2001                                            |
| 3  | (5x)             | Rusland             | Pavel Koelizjnikov       | 2015, 2016 (2x), 2020 (2x)                                              |
| 5  | (4x)             | Canada              | Jeremy Wotherspoon       | 2001, 2003, 2004, 2008                                                  |
| 5  | (4x)             | Noorwegen           | Ådne Søndrål             | 1997, 1998, 2000, 2001                                                  |
| 7  | (3x)             | Italië              | Davide Ghiotto           | 2023, 2024, 2025                                                        |
| 8  | (2x)             | België              | Bart Swings              | 2023, 2024                                                              |
| 8  | (2x)             | Zuid-Korea          | Lee Kang-seok Mo Tae-bum | 2007, 2009 2012, 2013                                                   |
| 8  | (2x)             | Zweden              | Nils van der Poel        | 2021 (2x)                                                               |
| 11 | Goud             | Kazachstan          | Denis Koezin             | 2013                                                                    |
| 12 | Zilver           | China               | Ning Zhongyan            | 2024                                                                    |
| 12 | Zilver           | Duitsland           | Nico Ihle                | 2017                                                                    |
| 12 | Zilver           | Frankrijk           | Alexis Contin            | 2017                                                                    |
| 12 | Zilver           | Polen               | Vladimir Semirunniy      | 2025                                                                    |
| 16 | (2x)             | Finland             | Pekka Koskela            | 2005, 2012                                                              |
| 17 | Brons            | Tsjechië            | Metoděj Jílek            | 2025                                                                    |
| 17 | Brons            | Nieuw-Zeeland       | Peter Michael            | 2017                                                                    |
| 17 | Brons            | Verenigd Koninkrijk | Cornelius Kersten        | 2023                                                                    |
| 17 | Brons            | Zwitserland         | Livio Wenger             | 2024                                                                    |
| 20 | 4 (2x)           | Wit-Rusland         | Vital Michajlaw          | 2017, 2020                                                              |
| 21 | 4                | Letland             | Haralds Silovs           | 2015                                                                    |
| 22 | 5                | Estland             | Marten Liiv              | 2021                                                                    |
| 23 | 8 (2x)           | Oostenrijk          | Gabriel Odor             | 2023, 2024                                                              |
| 24 | 10               | Australië           | Joshua Lose              | 2011                                                                    |
| 25 | 12 (2x)          | Hongarije           | Kim Min-seok             | 2025                                                                    |
| 26 | 12               | Denemarken          | Stefan Due Schmidt       | 2021                                                                    |
| 27 | 18               | Spanje              | Nil Llop Izquierdo       | 2023                                                                    |

Alpineskiën ·
Biatlon ·
Bobsleeën ·
Curling (mannen/vrouwen/gemengd/gemengddubbel) ·
Freestyleskiën ·
IJshockey ·
Kunstschaatsen ·
Langlaufen ·
Noordse combinatie ·
Rodelen ·
Schaatsen (allround mannen/allround vrouwen/sprint mannen/sprint vrouwen/afstanden mannen/afstanden vrouwen) ·
Schansspringen ·
Shorttrack ·
Skeleton ·
Snowboarden